# 垣生公園
垣生公園（はぶこうえん）は、福岡県中間市にある公園である。

## 概説
約15万平方メートルもの広さがある公園内には、春になると約2,000本の桜が咲き誇り、県内有数の花見スポットとして市内外から多くの人々が訪れる憩いの場となっている。桜だけでなく花菖蒲やツツジも見事で、1年を通じて自然に触れ合うことができる。また園内には埴生神社や古墳群、アスレチックなどもあり、国鉄線を走った蒸気機関車も1両保存されている。

## 施設
- 埴生神社
- 羅漢庵
- 垣生羅漢百穴
- 貸しボート乗り場
- 野外ステージ
- 簡易キャンプ設備
- 蒸気機関車（C11 260）

## 周辺施設
- 中間仰木彬記念球場（中間市営野球場）
- 猫城跡と月瀬八幡宮
- 黒田藩の御茶屋跡
- 私立はぶ幼稚園

## 交通アクセス
- 九州旅客鉄道（JR九州）筑豊本線（福北ゆたか線）筑前垣生駅下車 徒歩約5分（430m）
- 筑豊電気鉄道線筑豊中間駅下車 徒歩約30分（2.4㎞）
- マイカーの場合、北九州高速4号線小嶺出入口から6㎞、もしくは九州自動車道鞍手インターチェンジから6km。

## ギャラリー

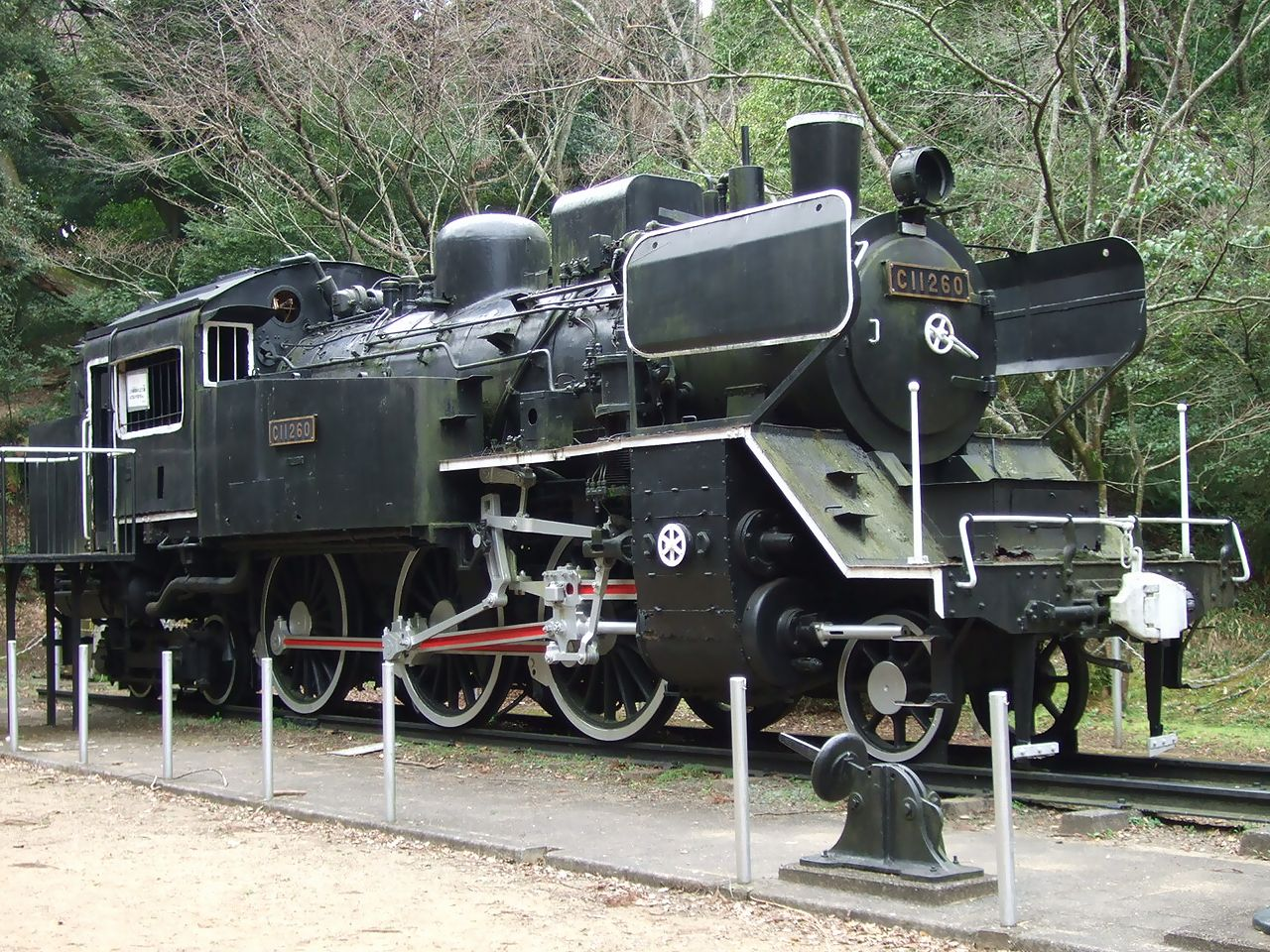
C11260号蒸気機関車
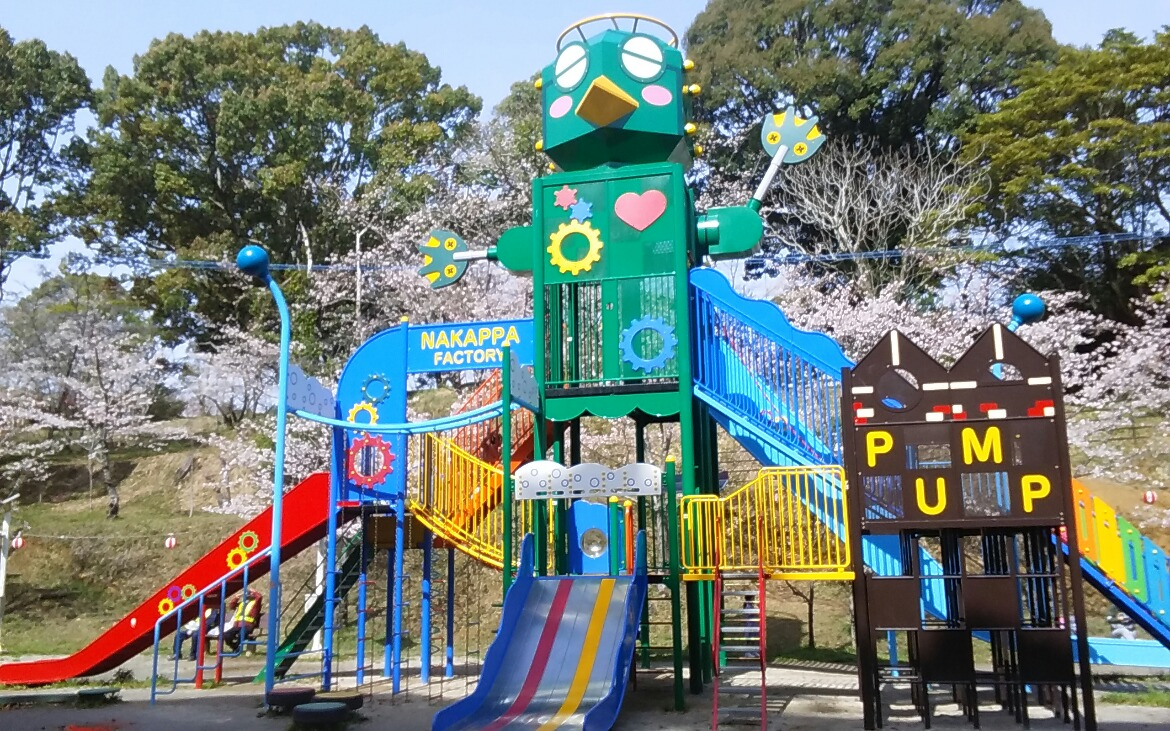
大型遊具
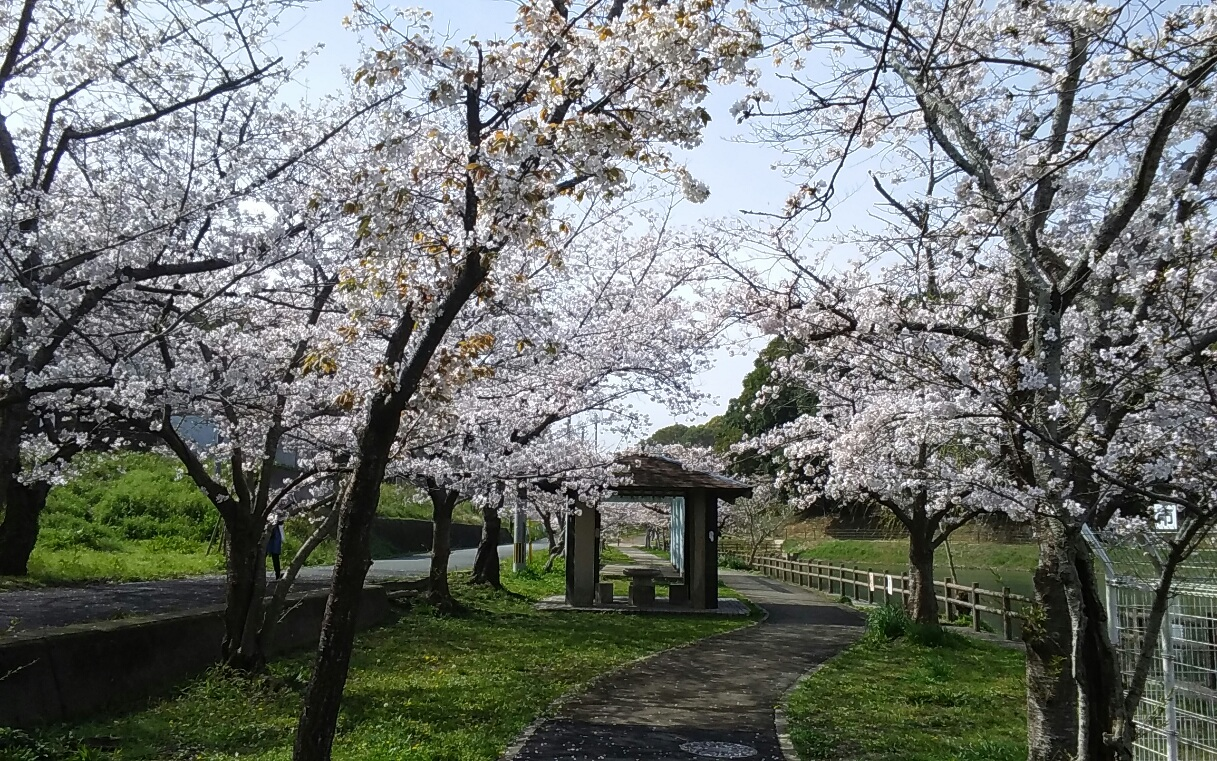
ウォーキングコース
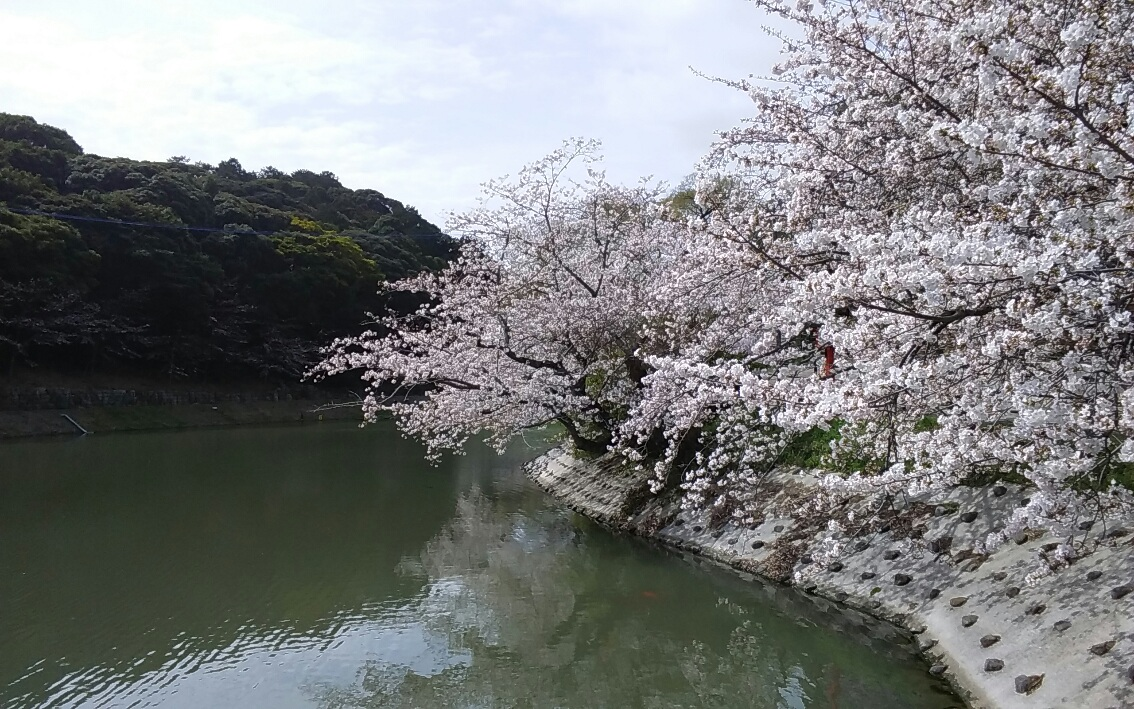
園内の池
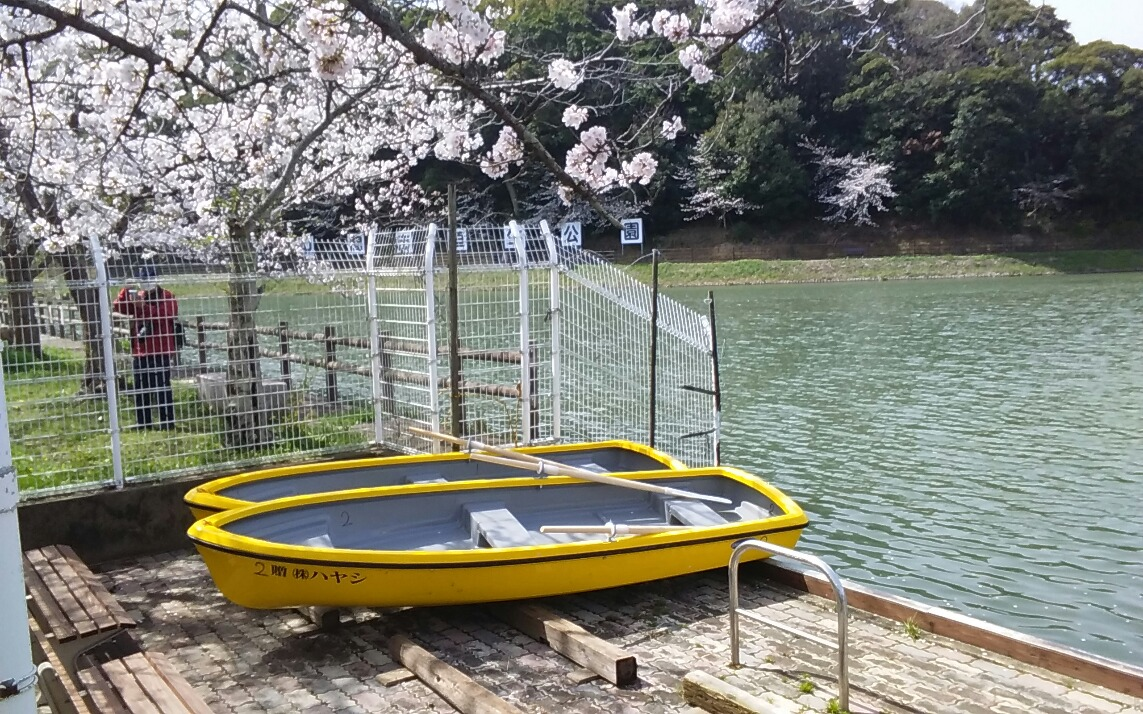
貸しボート乗り場
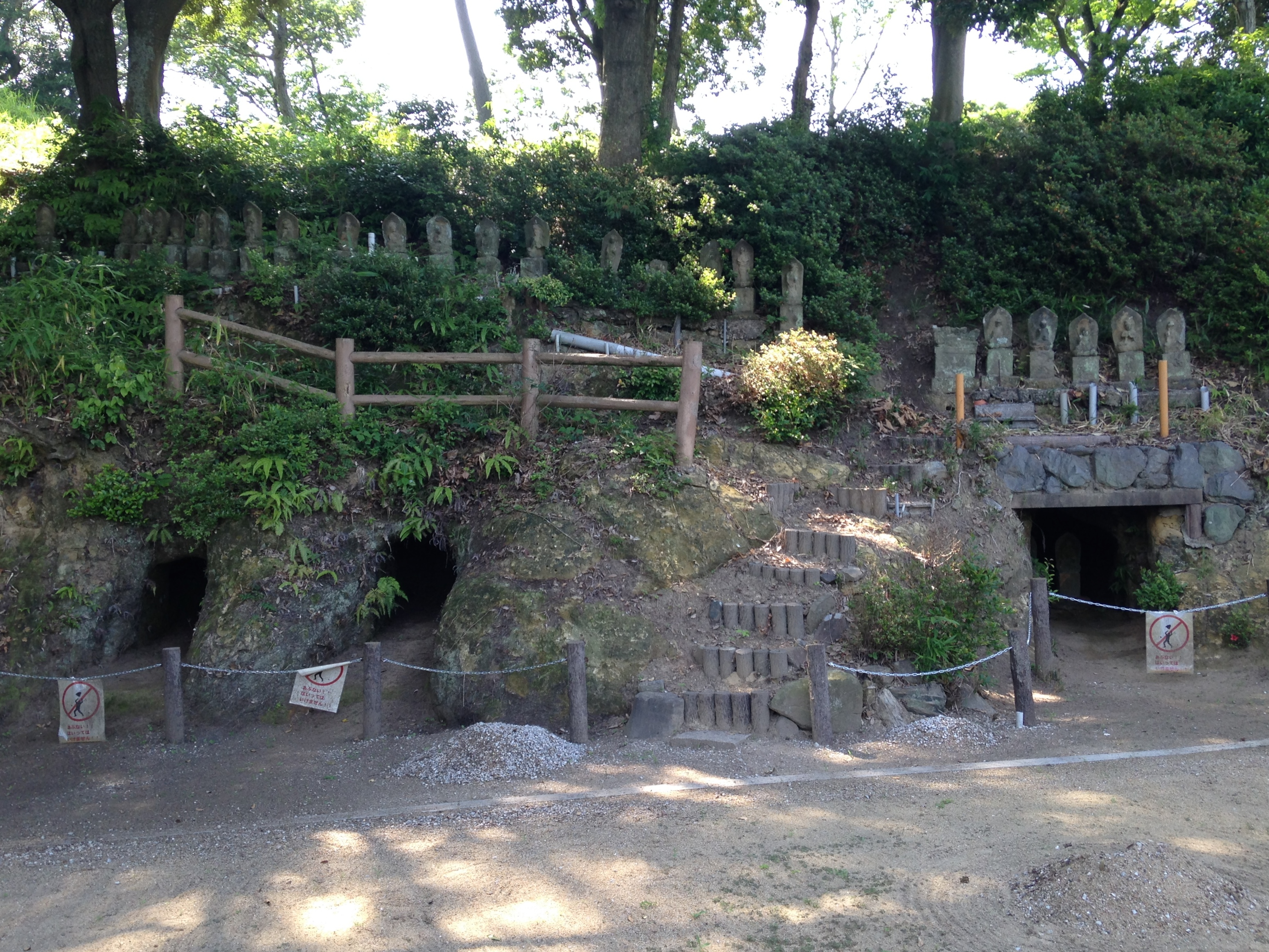
垣生羅漢百穴
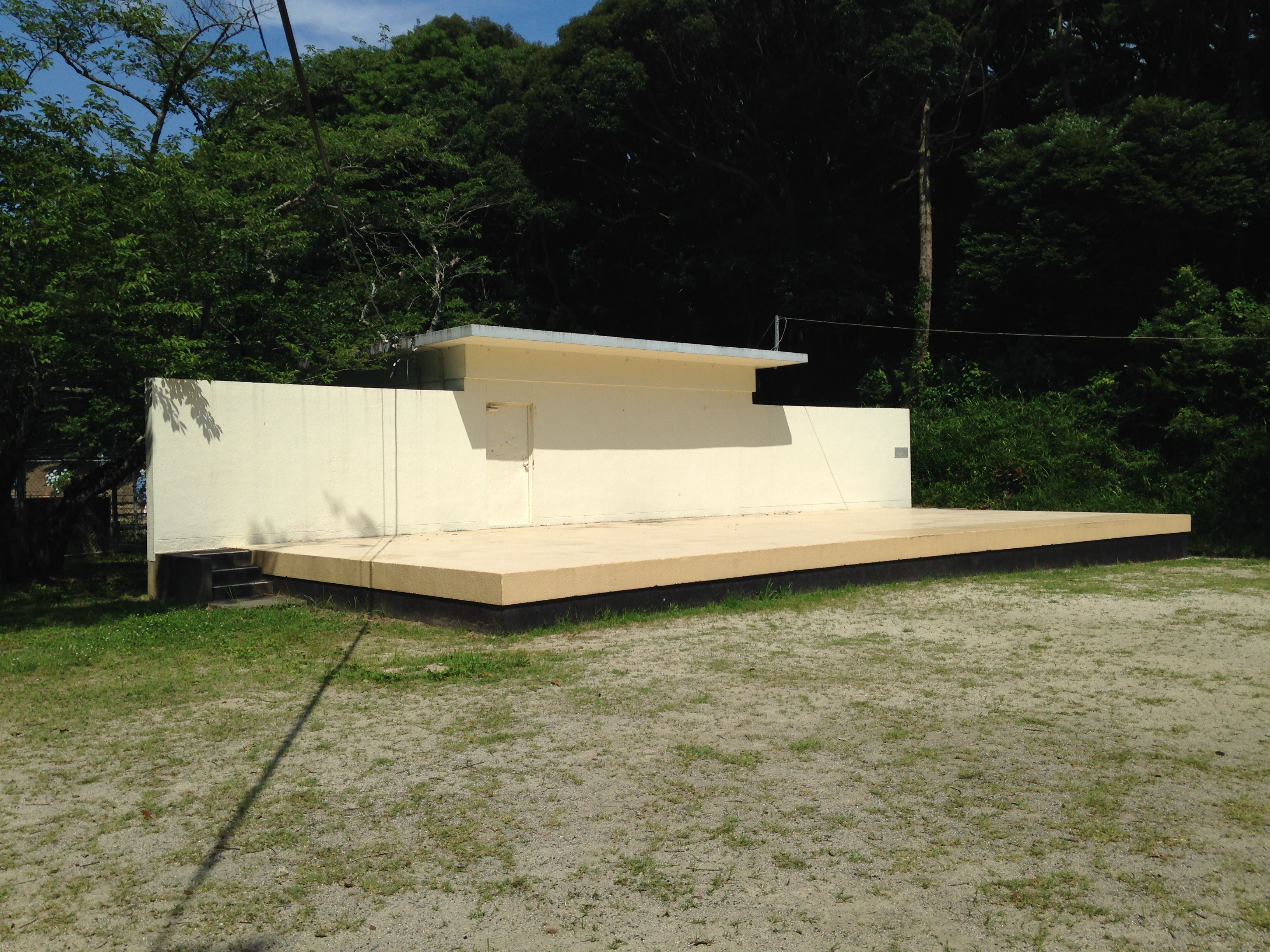
野外ステージ
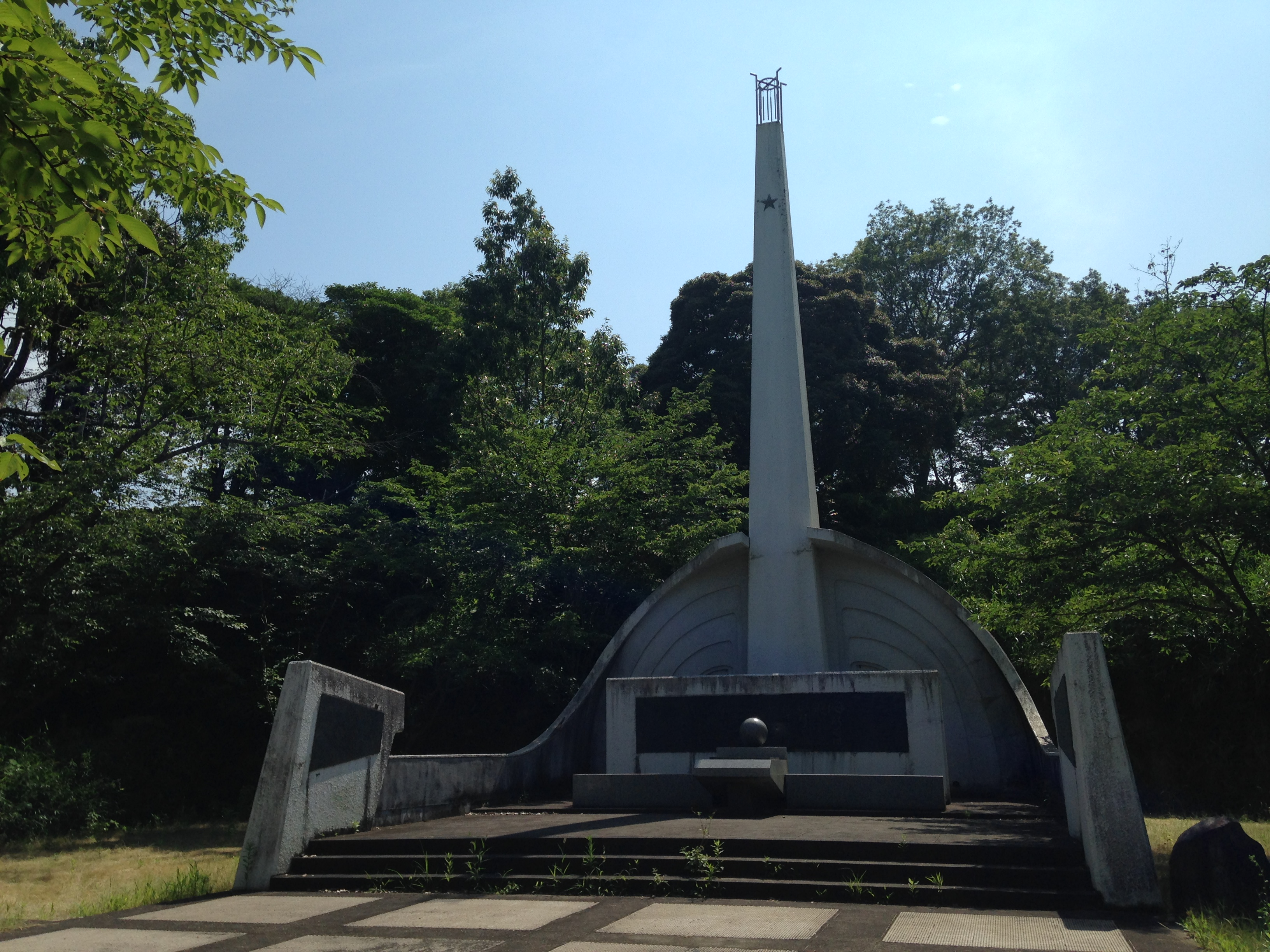
慰霊塔
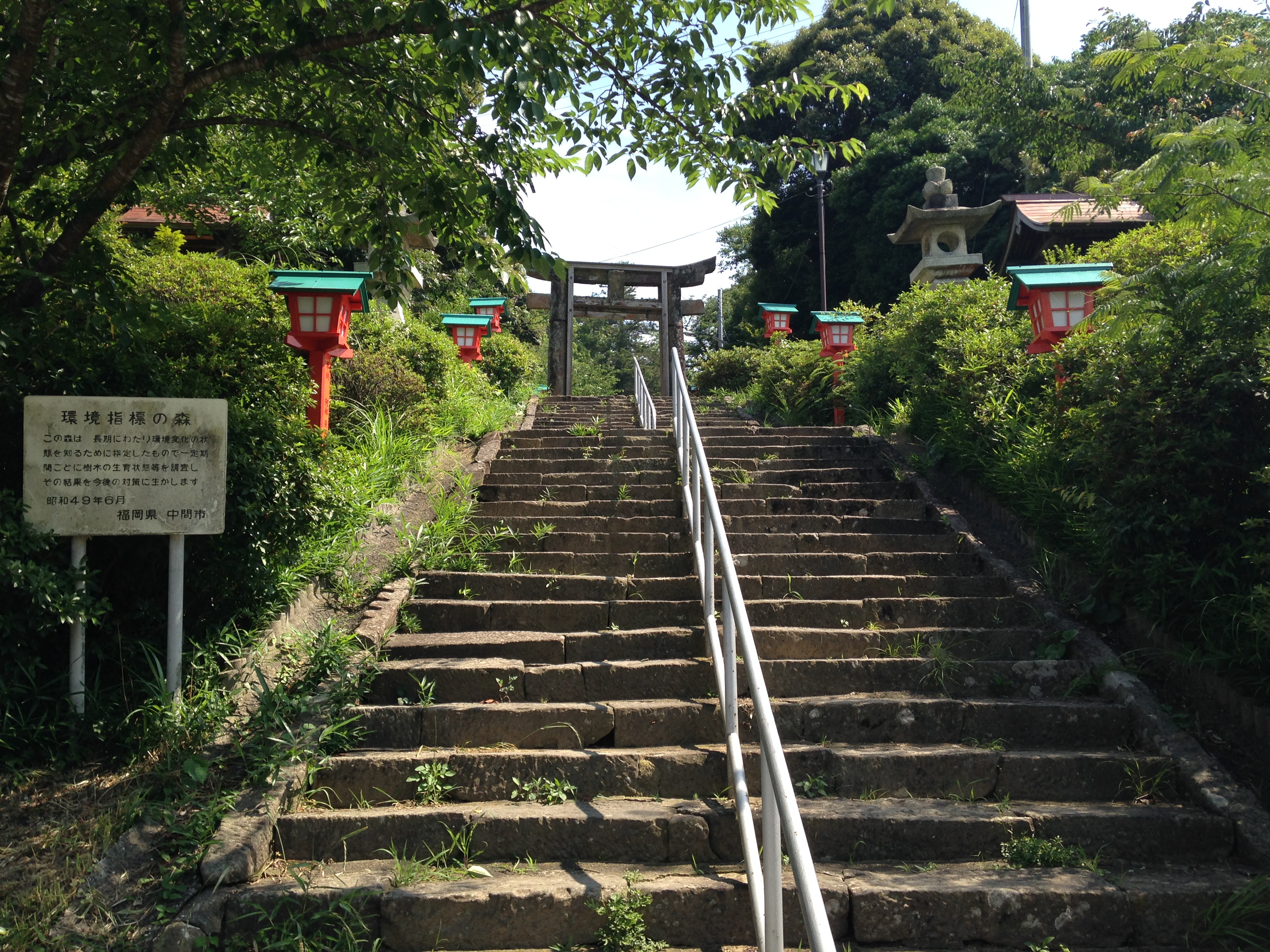
埴生神社の参道と鳥居
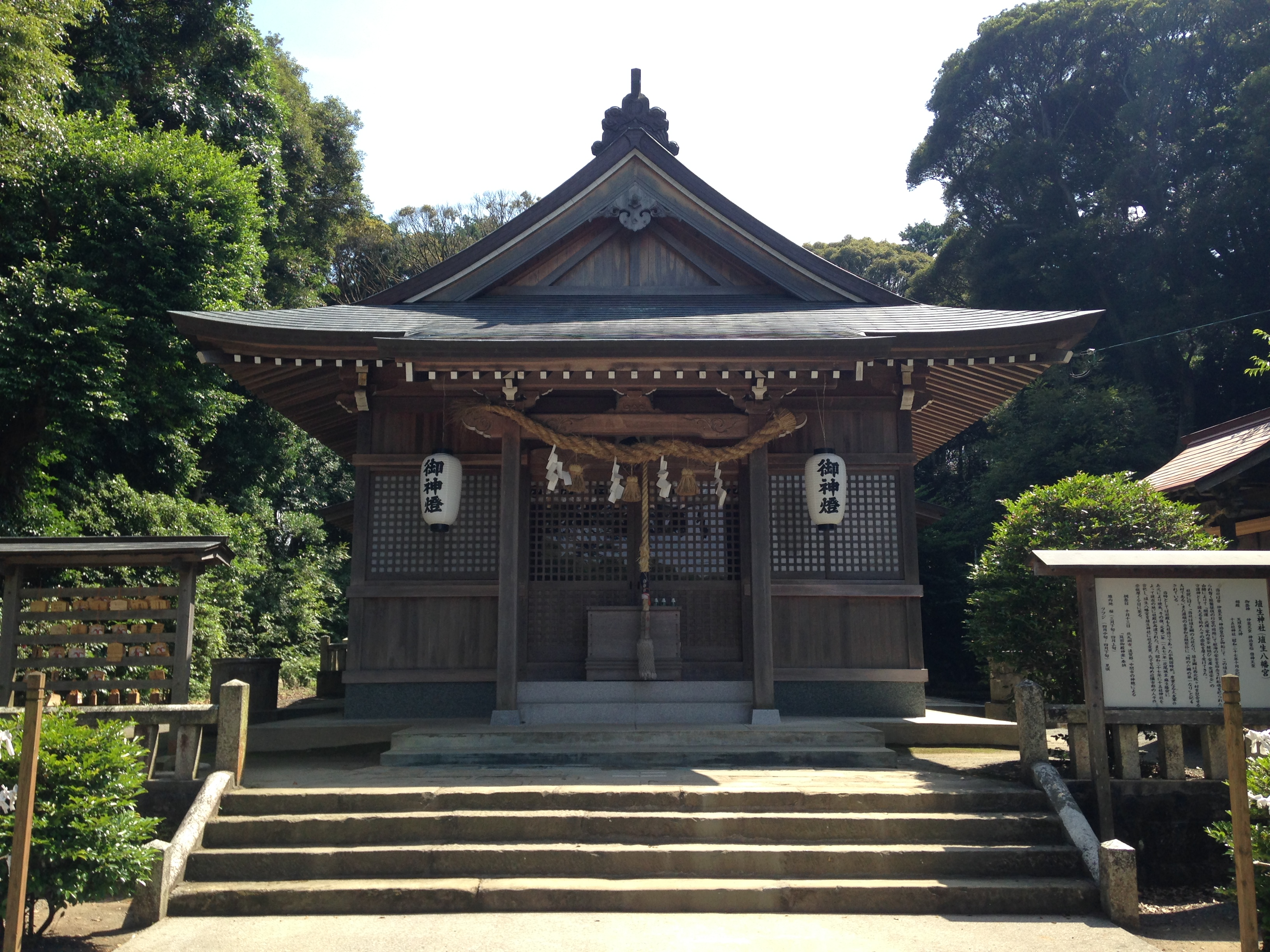
埴生神社の拝殿